# Grešlové Mýto
Obec Grešlové Mýto (německy Gröschlmaut) se nachází v okrese Znojmo v Jihomoravském kraji, zhruba 18 km severozápadně od Znojma a 10 km jihovýchodně od Moravských Budějovic, na silnici, spojující zmíněná města. Žije zde 210 obyvatel.
Sousedními obcemi sídla jsou Blížkovice, Prokopov, Boskovštejn, Blanné, Ctidružice a Pavlice.

## Název
Vesnice vznikla kolem hospody na silnici z Jihlavy (Prahy) do Znojma, nejstarší doložené jméno proto bylo Neu Wirtshaus Dörffel - "Víska Nová hospoda", později Hausdörfel - "Víska s domky" (nikoli tedy selskými usedlostmi). Od 19. století se používala jména Gröschel Maut a Grešlové Mýto. V přívlastku je německé Gröschel - "grošík".

## Historie
První písemná zmínka o obci pochází z roku 1700. Nějaký čas se jí říkalo i Královské Mýto.
V roce 2010 obec připravovala výstavbu kanalizace a čističky odpadních vod Svazku obcí při formanské cestě s náklady vyčíslenými na 150 milionů Kč. Kanalizace má zahrnout Pavlice, Ctidružice, Hostim a Grešlové Mýto a v druhé etapě Prokopov a Blanné. Na výstavbu hřiště a odbahnění rybníka Bahňáku obec nezískala dotaci. Daňové příjmy obce činí 1,7 milionu Kč ročně.
V dubnu 2010 získala obec znak a prapor. Vychází z erbu rodu z Gatterburgu, který dříve vlastnil panství v Hostimi, pod nějž patřilo i Grešlové Mýto. Ve znaku je naznačen most, nad mostem je v levé části na červeném podkladě zlatá padací mříž a v pravé části na modrém podkladu zlatý lev se zbrojí, pod mostním obloukem jsou modré a červené pole v opačném pořadí a na nich zlatá poštovní trubka. Prapor má barvu červeno-modrou a je na něm poštovní trubka.

## Doprava
Centrem vesnice prochází silnice I/38 Znojmo–Jihlava. Byla zpracována studie obchvatu kolem Grešlového Mýta, Pavlic a Vranovské Vsi, ale ta roku 2001 neprošla řízením EIA..
Západně od vesnice prochází železniční trať 241 Znojmo – Okříšky, do katastru Grešlového Mýta však vůbec nezasahuje. Železniční zastávka Grešlové Mýto se nachází při silnici III/4114 na půl cesty mezi Grešlovým Mýtem a Ctidružicemi, u křižovatky se silnicí III/4115, již v katastrálním území Ctidružic.

## Pamětihodnosti
Barokní silniční most přes řeku Jevišovku, datovaný rokem 1766, kdysi se zde vybíralo mýto a od toho má obec své jméno. Na mostě je socha svatého Mikuláše datovaná rokem 1764, kterou je zvykem zdravit zatroubením vozu. Most patří státu (Ředitelství silnic a dálnic) ještě od dob, kdy byl součástí silnice I/38. Ta byla roku v úseku dlouhém asi 250 metrů přeložena do východnější stopy a byl jí postaven nový most. Kvůli špatné kvalitě oprav provedených v roce 1992 ŘSD jej obec tehdy nepřevzala, k jeho další rekonstrukci za 5 milionů Kč přistoupilo ŘSD v roce 2010.
Dále se v obcí nachází kaplička z roku 1817, zájezdní hostinec a archeologické naleziště Sídliště Nad Mírovcem.

## Turistika
Od železniční zastávky prochází přes vesnici ve směru Jevišovky žlutě značená turistická trasa KČT přes Pustý mlýn směrem na Boskovštejn a Jevišovice.

## Přírodní poměry
Do Jevišovky se před Grešlovým Mýtem zprava vlévá Ctidružický potok. Mezi vesnicí a Mírovským a Pustým mlýnem se na Jevišovce nachází rybník Mírovec. Území východně od vesnice je součástí přírodního parku Jevišovka, ke Grešlovému Mýtu katastrálně patří i lokality V sasích, V hraničkách, Velká léč a Malá léč východně od vsi a lokality Za pecí, Na velkém a Kulatý výhon západně od vsi. Přímo u vsi, východně od obecního úřadu, se nachází rybník Bahňák a poblíž něj zemědělský areál. Severně od obecního úřadu se nachází další, obdélníková vodní nádrž.

## Galerie

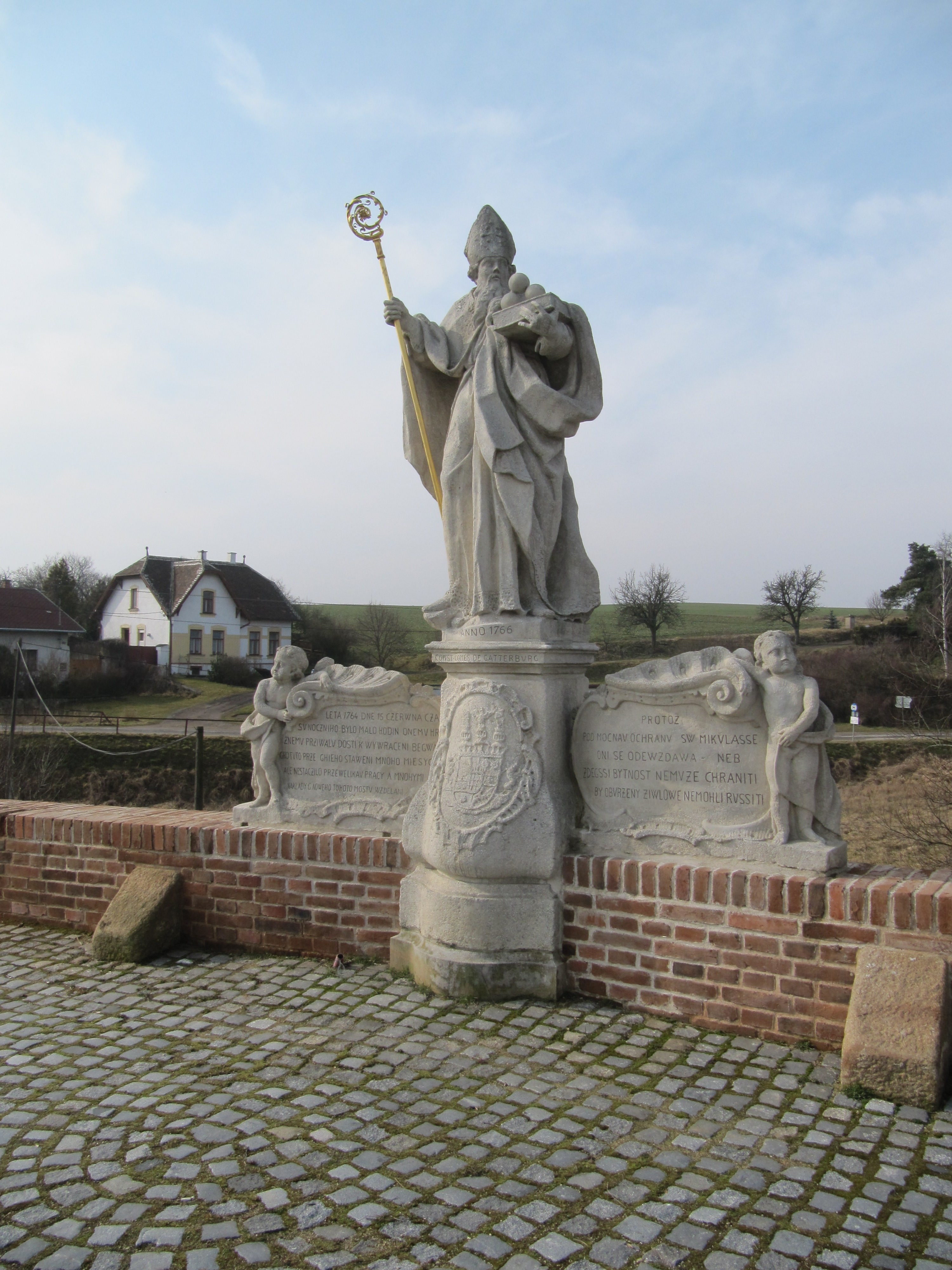
Socha sv. Mikuláše na historickém mostě
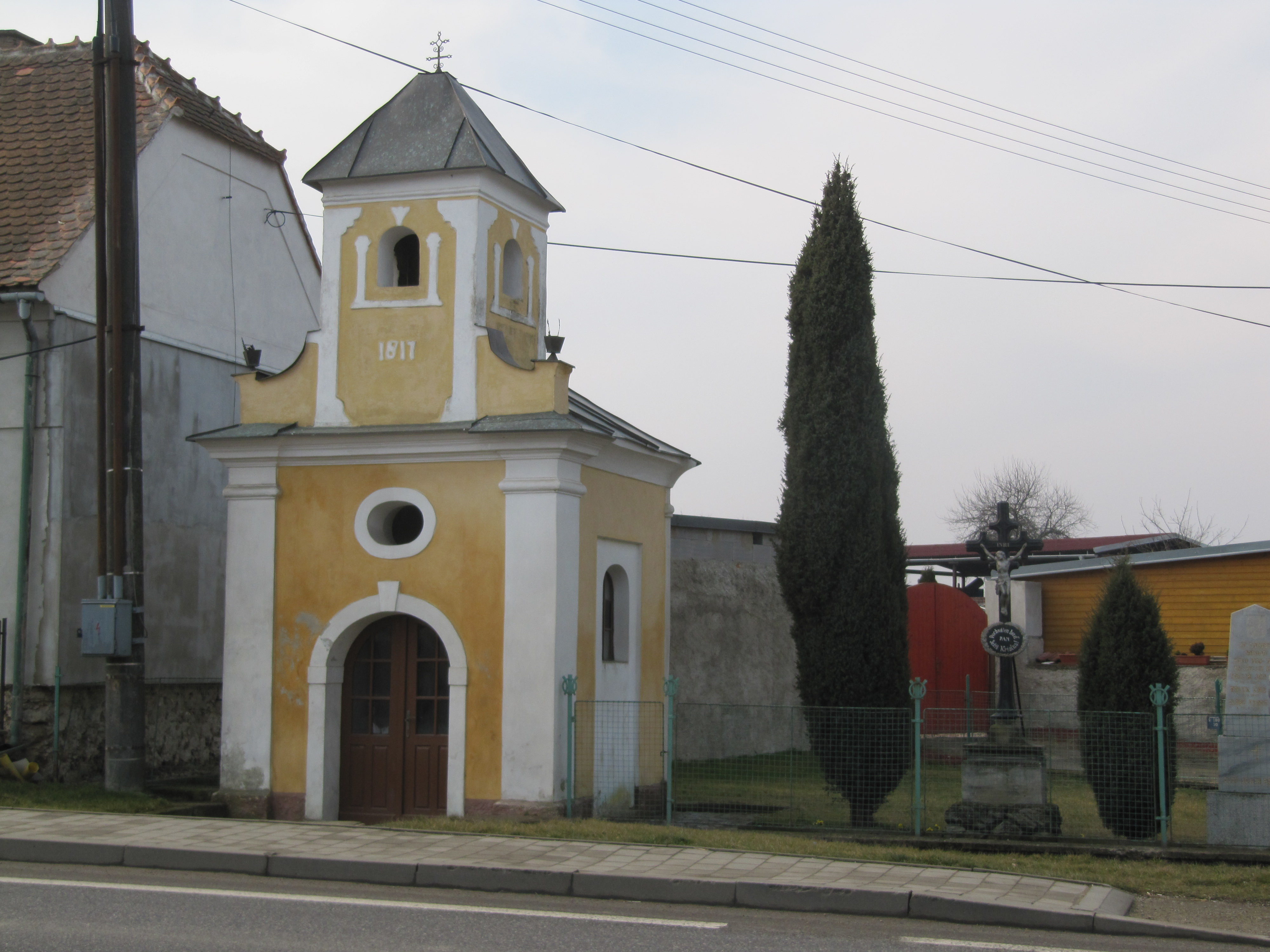
Kaplička z roku 1817
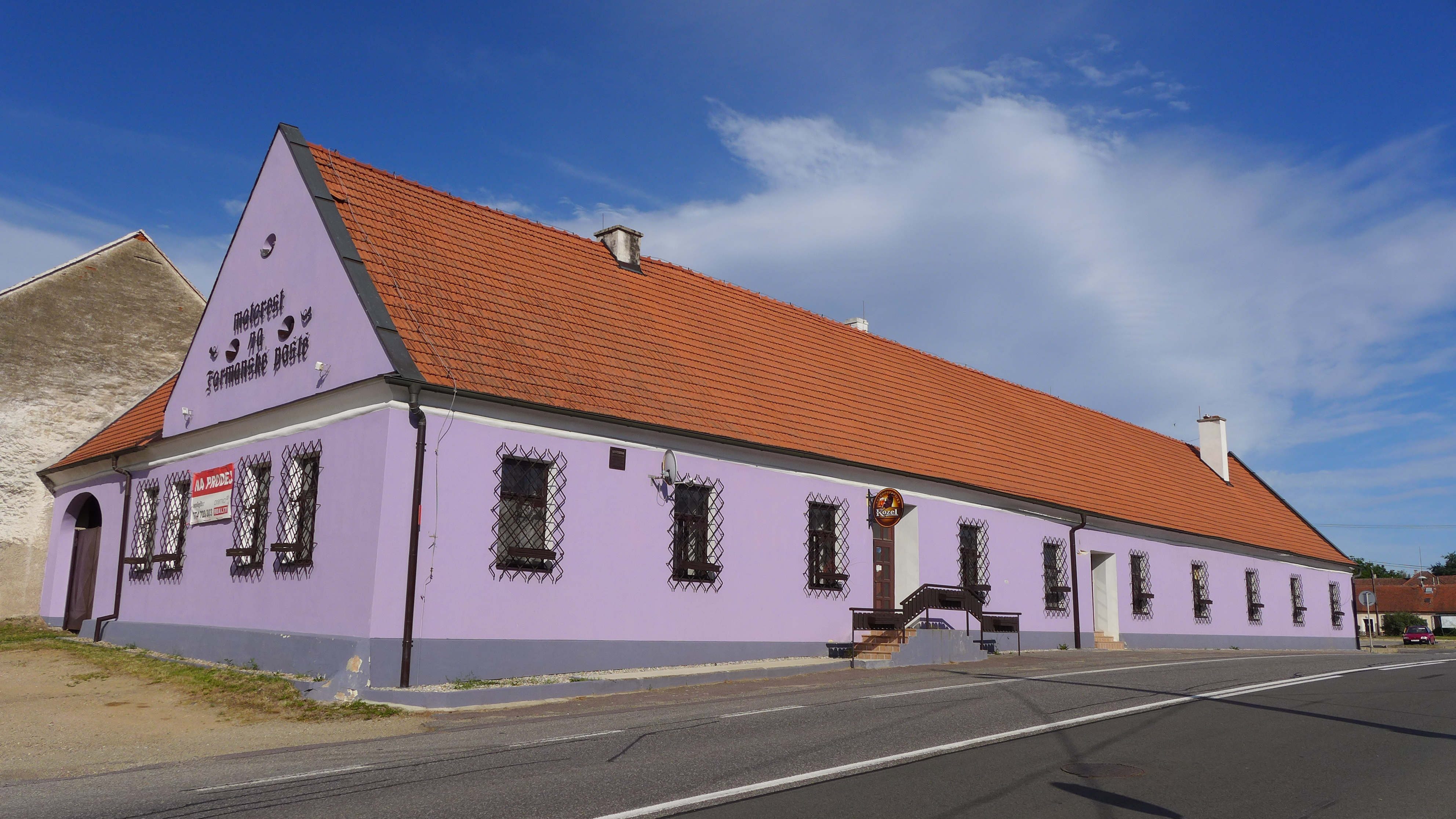
Zájezdní hostinec Na Staré poště
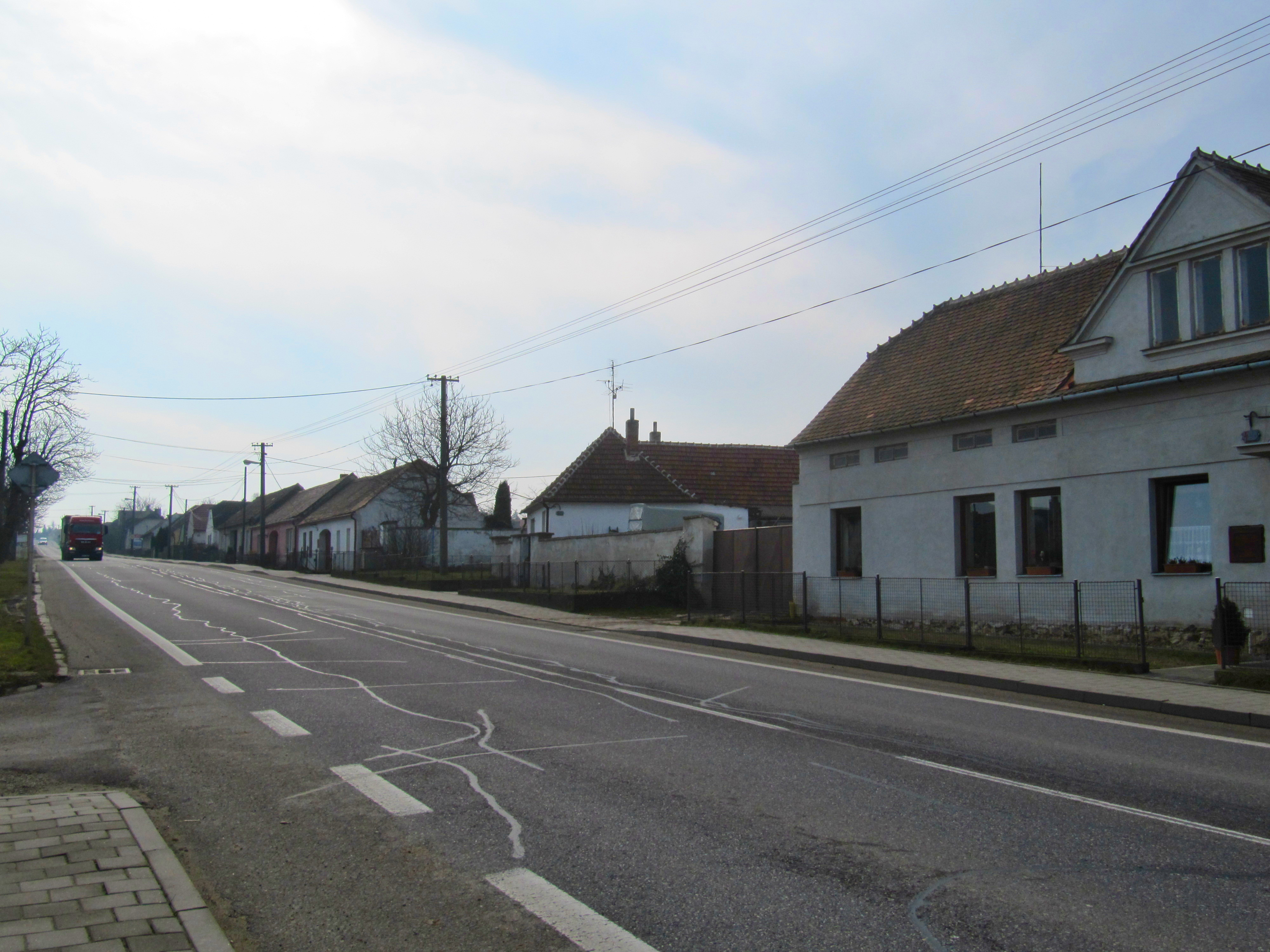
Hlavní ulice, směr Znojmo
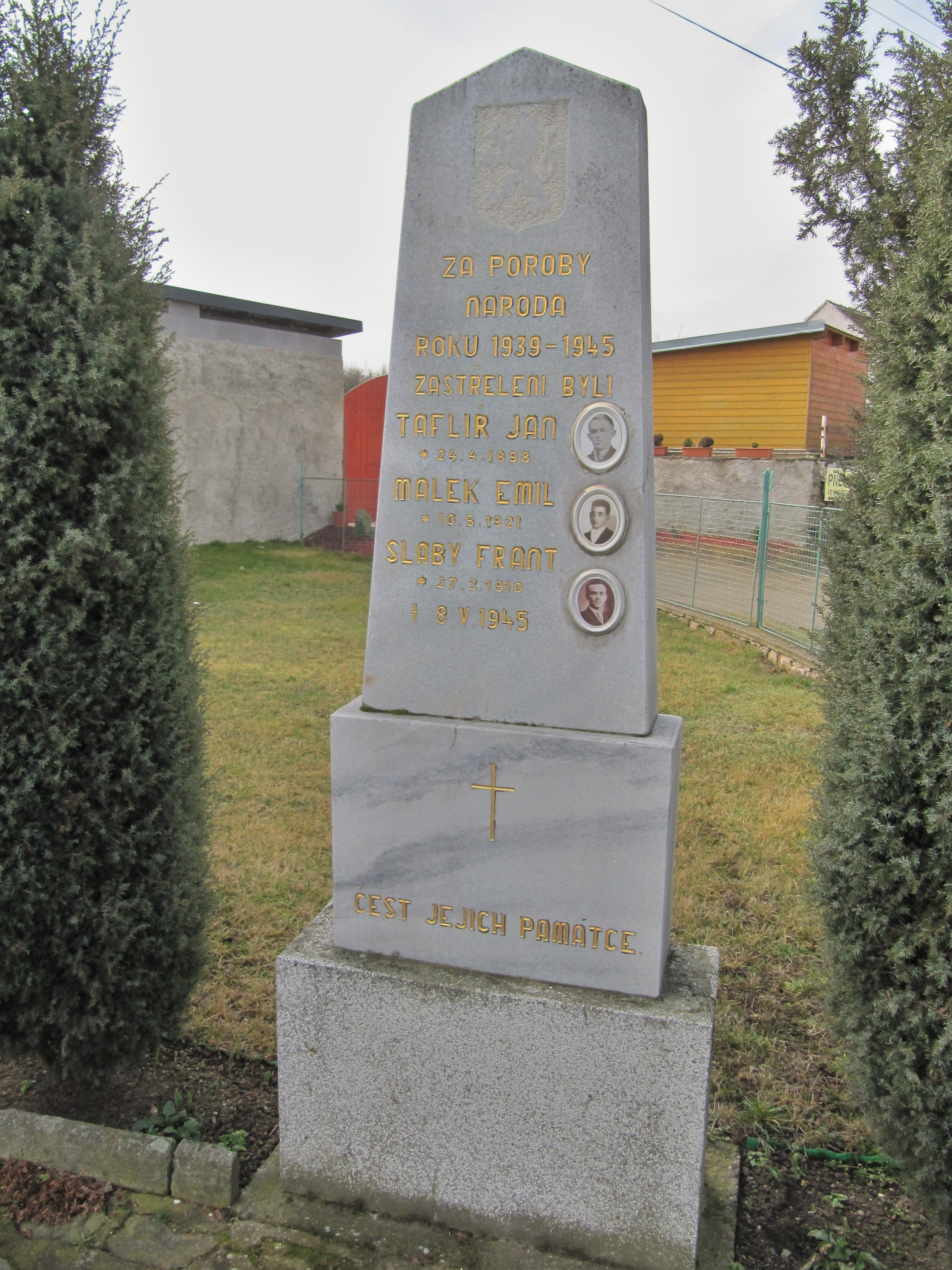
Pomník obětem I. sv. války
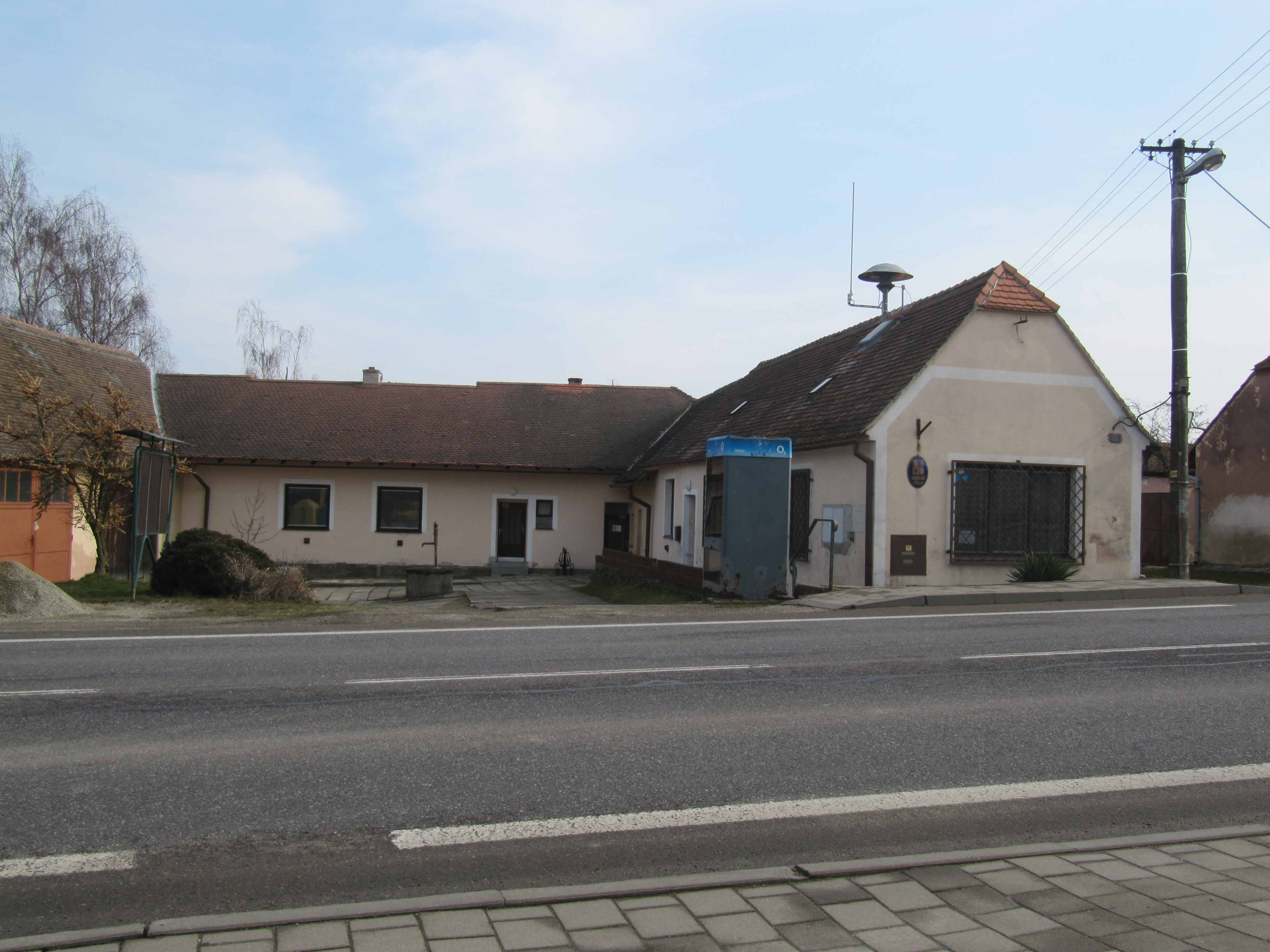
Obecní úřad